# Mandevilla oaxacana
Mandevilla oaxacana är en oleanderväxtart som först beskrevs av A.Dc., och fick sitt nu gällande namn av William Botting Hemsley. Mandevilla oaxacana ingår i släktet Mandevilla och familjen oleanderväxter. Inga underarter finns listade i Catalogue of Life.